# 北京市顺义区杨镇第一中学

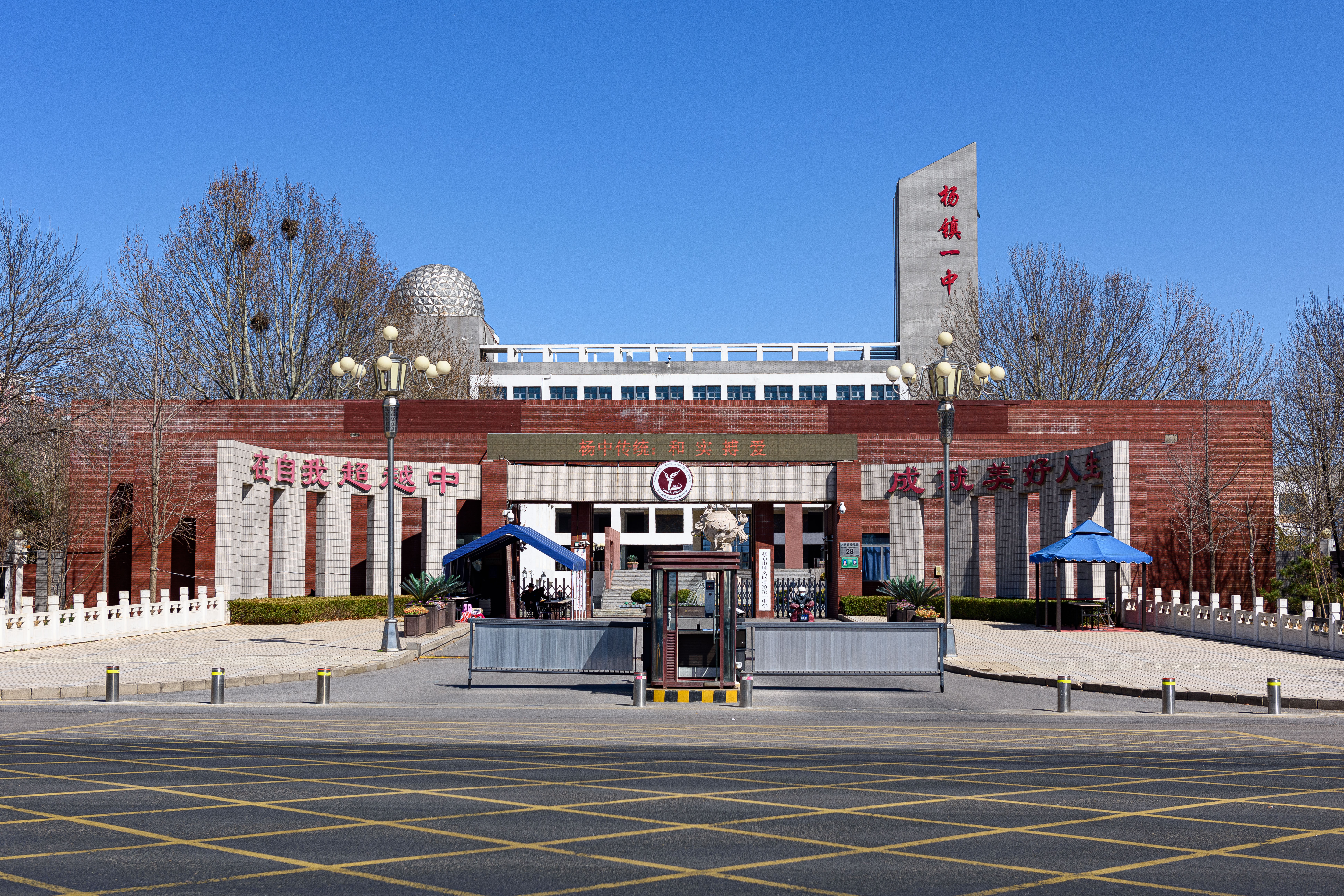
杨镇一中校门（2024年3月）

北京市顺义区杨镇第一中学，简称杨镇一中，是杨镇一中教育集团的主体组成部分，始建于1951年2月，位于中国北京市顺义区杨镇地区。1978年被北京市顺义县人民政府认定为顺义县重点中学，2003年被评为北京市高中示范校（第二批）。同年，与首都师范大学等合作创办的北京湿地学校在杨镇一中挂牌成立。

## 历史沿革
- 1951年 于河北省顺义县杨镇（今北京市顺义区杨镇地区）建校。
- 1978年 被北京市顺义县人民政府认定为顺义县重点中学。
- 2003年 被北京市政府评定为北京市高中示范校（第二批）。
- 2003年 与北京市顺义区杨镇第二中学，北京市顺义区炯华中学等合并成立杨镇一中教育集团。
- 2003年 由北京市顺义区杨镇第一中学、北京市顺义区牛栏山第一中学和首都师范大学生命科学学院和环境教育研究中心合作建立的北京湿地学校在杨镇一中挂牌。[2]
- 2005年 成立内地新疆高中班。
- 2024年 与北京市十一学校签订合作办学协议，成为十一学校教育集团下的联盟校“北京市十一学校顺义学校”。

## 地理位置
杨镇一中位于京东古镇北京市顺义区杨镇，距离市中心约50公里，距离顺义城区约15公里。

## 友好学校
- 韩国京畿道金浦市通津中学